# Þykkvibær
Þykkvibær – miejscowość w południowej Islandii, położona w podmokłym obszarze między ujściami rzek Þjórsá i Hólsá, około 3 km od wybrzeża Oceanu Atlantyckiego zwanego Rangársandur. Dociera do niej droga nr 25, łącząca się z główną drogą nr 1 w okolicach Hella. Wchodzi w skład gminy Rangárþing ytra, w regionie Suðurland. Na początku 2018 roku zamieszkiwało ją 59 osób (w statystyce islandzkiej funkcjonuje pod nazwą Byggðakjarni í Þykkvabæ – „rdzeń zurbanizowany w Þykkvibær”).
Miejscowość jest uznawana za najstarszą wieś na wyspie. Do lat 50. XX wieku duża znaczenie miało rybołówstwo. Współcześnie mieszkańcy trudnią się rolnictwem – okolice Þykkvibær to znany na wyspie obszar uprawy ziemniaka. Stopniowo rozwija się również turystyka. Do rozwoju rolnictwa i poprawy dostępności miejscowości przyczyniła się wybudowana w 1923 roku tama Djúpósstífla, która przekierowała wody rzeki Þverá, płynące wcześniej na północ od Þykkvibær.